# Grotte des Espélugues
La grotte des Espélugues située sur le territoire de la commune de Lourdes, dans le département des Hautes-Pyrénées en région Occitanie, France.
Elle a été occupée dès le Paléolithique supérieur. Selon Clot et Omnès, c'est le premier gisement magdalénien reconnu.

## Situation
La grotte des Espélugues est creusée dans la « Colline du Calvaire » à l'ouest de Lourdes, à 220 m au sud-ouest de la grotte de Massabielle (voisine de la basilique Notre-Dame-du-Rosaire) et à 600 m à l'est de la grotte du Loup. Elle est en rive gauche du gave de Pau, qui fait une boucle à l'est (à ~500 m) puis au nord (à 200 m) de la grotte,.

## Toponymie
Fin XIXe siècle, elle est appelée « grotte des Spélugues ». D'autres noms sont Spélungues, Espélungue(s), Espalungue(s), Espélunques, Espélagues, Espelungua, mais aussi grotte des Trois-Portes et, après la transformation de la grotte en sanctuaire en 1875 (et l'installation de deux statues des saintes Marie et Madeleine), grotte de Sainte-Madeleine, grotte de la Madeleine, grotte Notre-Dame des Douleurs ou grotte du Calvaire.
Le nom « Grotte des Espélugues » est un toponyme pléonastique. Le mot vient de l'occitan Espeluga signifiant « grotte, caverne », répandu dans tout le domaine linguistique occitan.

## Description
Elle s'ouvre vers l'ouest par trois arcades presque ogivales.
Son développement est de 283 m et sa dénivellation de 19 m. Le gisement préhistorique est dans le fond de la grotte.

## Usage, fouilles et publications

### XVIIIesiècle
En 1793, les ossements sont extraits pour fabriquer de la poudre. 

### XIXesiècle
Vers 1830 elle est fréquentée par les excursionnistes et les peintres romantiques. George Sand - qui l'appelle « Espeluches » - la visite en 1825. En 1833, Viollet-le-Duc en peint son entrée.
Elle a été l'objet de nombreuses fouilles dès le milieu du XIXe siècle - ce qui en fait une des premières grottes fouillées :
- Vers 1850, fouille paléontologique par Davezac[5], de Bagnères de Bigorre.
- En 1860, fouille préhistorique princeps de A. Milne-Edwards qui démontre « l'existence de l'Homme en grotte, à la fin de l'Époque diluvienne ».
- En 1862, les travaux continuent avec l'aide de Édouard Lartet[5].
- En 1864, fouilles Félix Garrigou et L. Martin[5]. Garrigou dépose quelques objets au musée d'histoire naturelle de Toulouse en 1867[6].
- De 1867 à 1870, fouilles de E. et Ch.-L. Frossard[5],[12].
- De 1873 à 1875, Eugène Dufourcet[5], juge au tribunal de Lourdes, fait vidanger la quasi-totalité du remplissage pour transformer la grotte en sanctuaire catholique. Une chapelle Marie-Madeleine est prévue, avec un autel et fermée par des grilles[13]. Le remplissage, de 1,5 à 3 m de haut sur plusieurs centaines de m²[5], est utilisé en remblai pour faciliter l'accès des pèlerins[13], sauf une partie qui, mélangée à d'autres terres, sert d'amendement de jardin[6]. Deux statues, de sainte Marie et de sainte Madeleine, y sont installées[6].
- Félix Régnault découvre les premières mains peintes[10].
- De 1885 à 1887[5] ou 1886-1889[14], fouille de Léon Nelli dans une anfractuosité de rocher qui a échappé à la vidange du remplissage, où il découvre la célèbre statuette en ivoire de mammouth du « Cheval de Lourdes »[6] ; encouragé par ce résultat, il fouille le remblai du chemin qui lui livre une remarquable collection de sculptures, gravures, armes et outils[15],[5].
- Avant 1892, un M. Teilhac, originaire de Montauban et conservateur des hypothèques à Lourdes, la fouille ; sa collection est donnée en 1892 à la Société archéologique du Tarn-et-Garonne[4].

### XXesiècle
En 1908, Édouard Piette publie quelques objets de la collection Teilhac.
De 1972 à 1980 les récoltes des anciennes fouilles sont recensées, étudiées et publiées par l'équipe de André Clot, puis de Jacques Omnès. Ce dernier complète les séries par des tamisages fins des déblais ; et par la découverte et la fouille d'un habitat de surface.
La construction de toilettes publiques au pied de la grotte dans les années 1970 est précédée d'une fouille de sauvetage par J. Omnès.

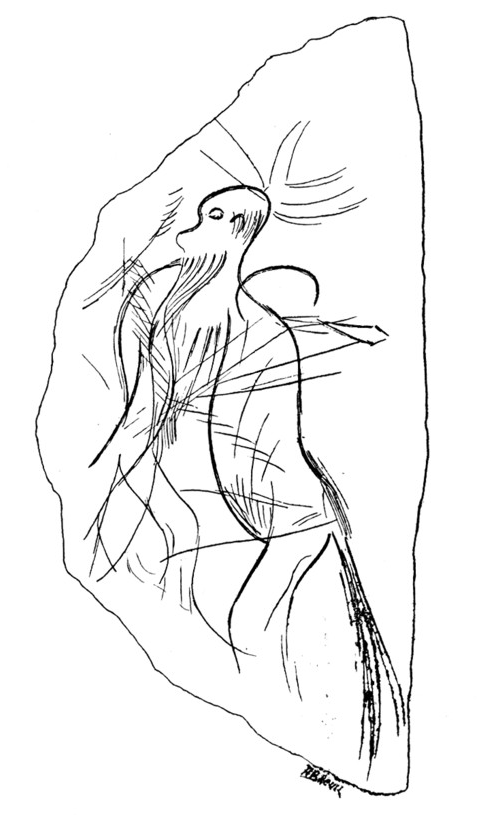
Figure humaine gravée sur plaquette de schiste.

## Matériel

### Magdalénien
La collection Teilhac inclut de l'outillage lithique, des baguettes demi-rondes décorées dont l'une avec des volutes excisées en champlevé (style pyrénéen), et une tête de renne sculptée dans un bois de renne. Cette tête est publiée comme celle d'un cheval en 1892, et Piette la cite comme un bouquetin stylisé. Ladier, qui la trouve au Musée d'histoire naturelle de Montauban dans un lot de matériel provenant des abris du château de Bruniquel, l'identifie comme un fragment de propulseur.
Léon Nelli trouve une plaquette de calcaire gravée figurant un ours (dimensions 17,5 × 12,1 × 4,7 cm) et une autre en schiste figurant une tête d'ours (dimensions 13,2 × 8,3 × 1,2 cm).
Une sculpture sur os représente une truite ou un salmonidé ; l'os est percé d'un trou.

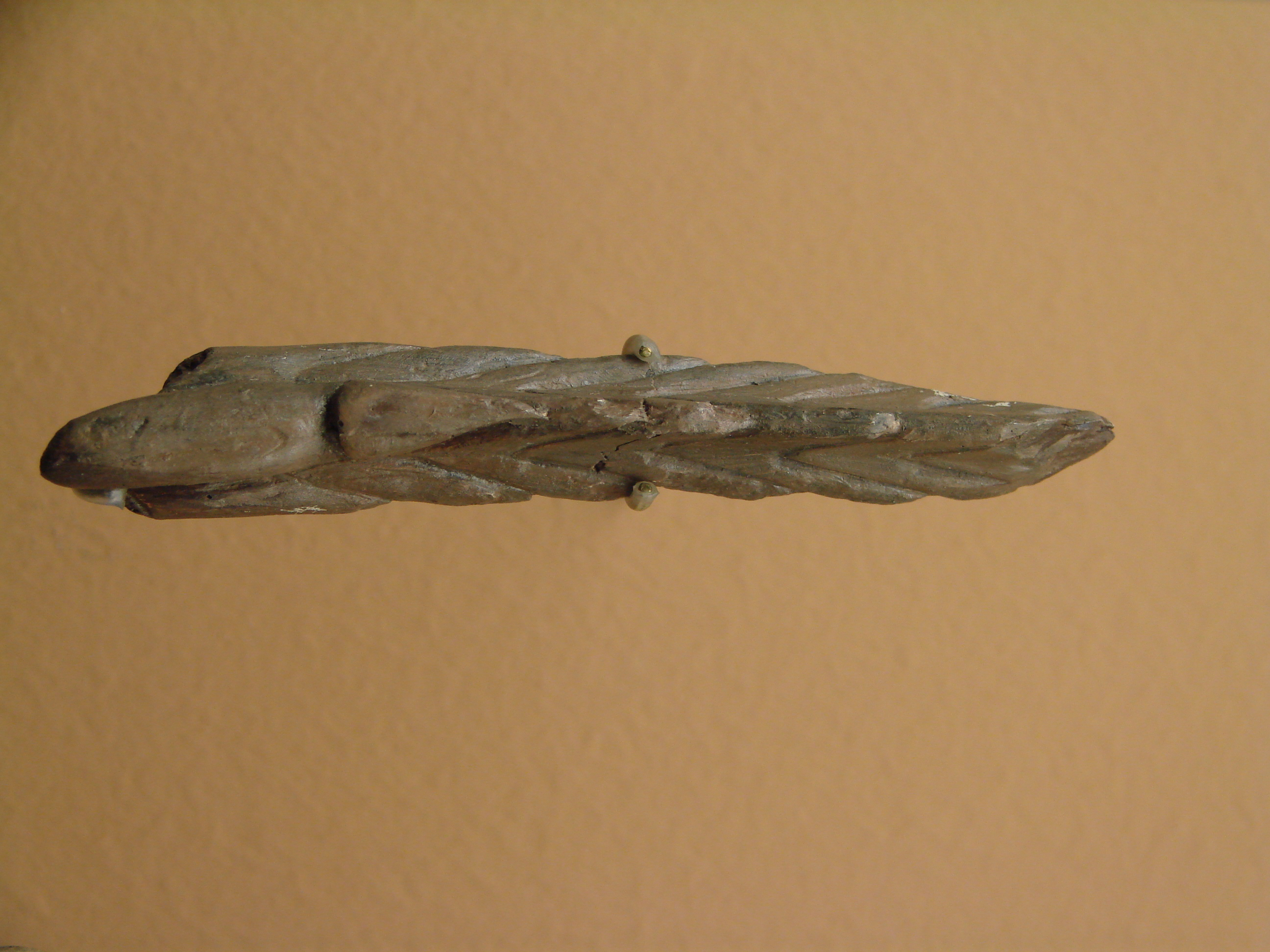
Végétal (?) sculpté en os.
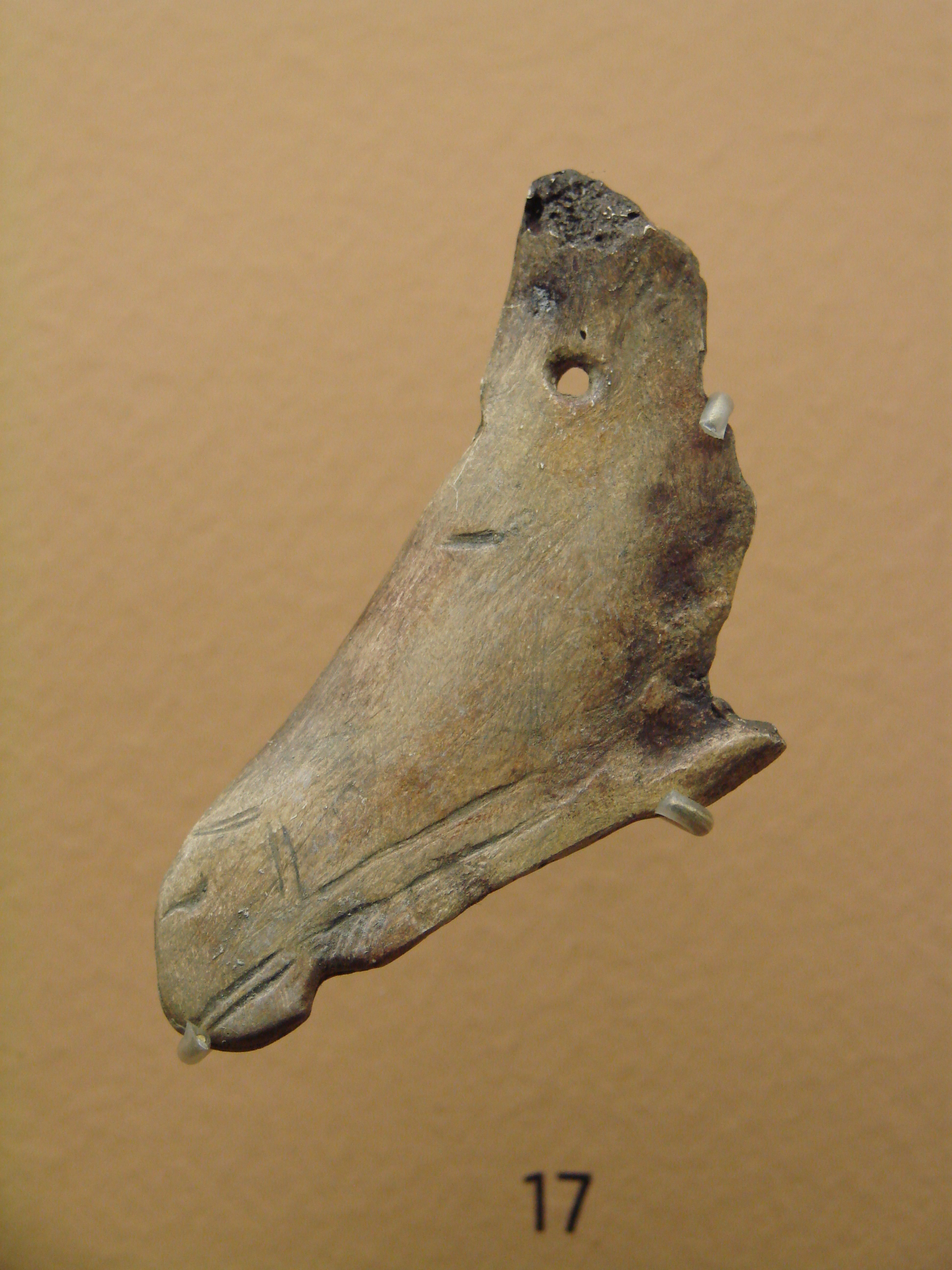
Contour découpé figurant une tête de cheval.
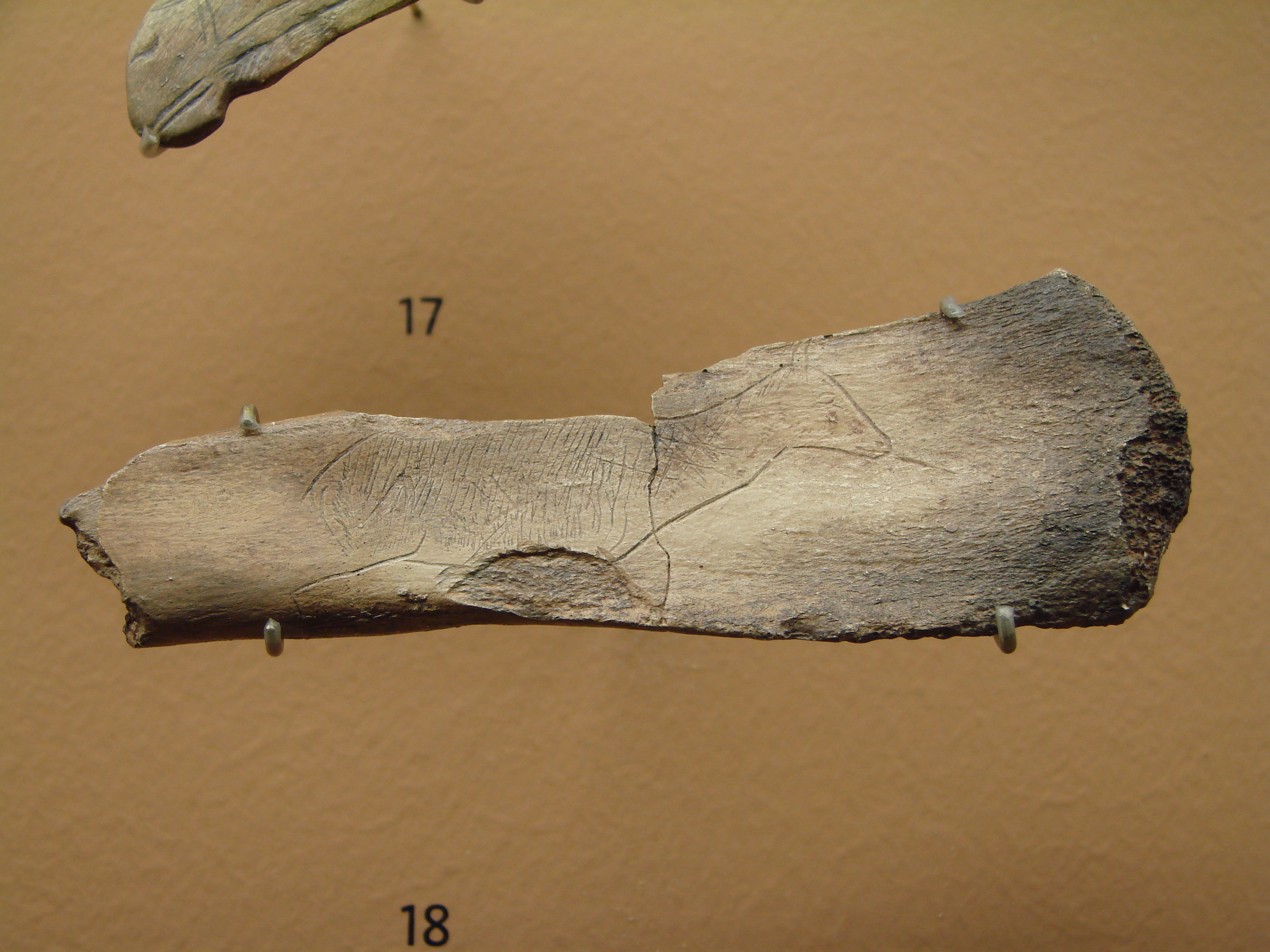
Os gravé figurant une biche.
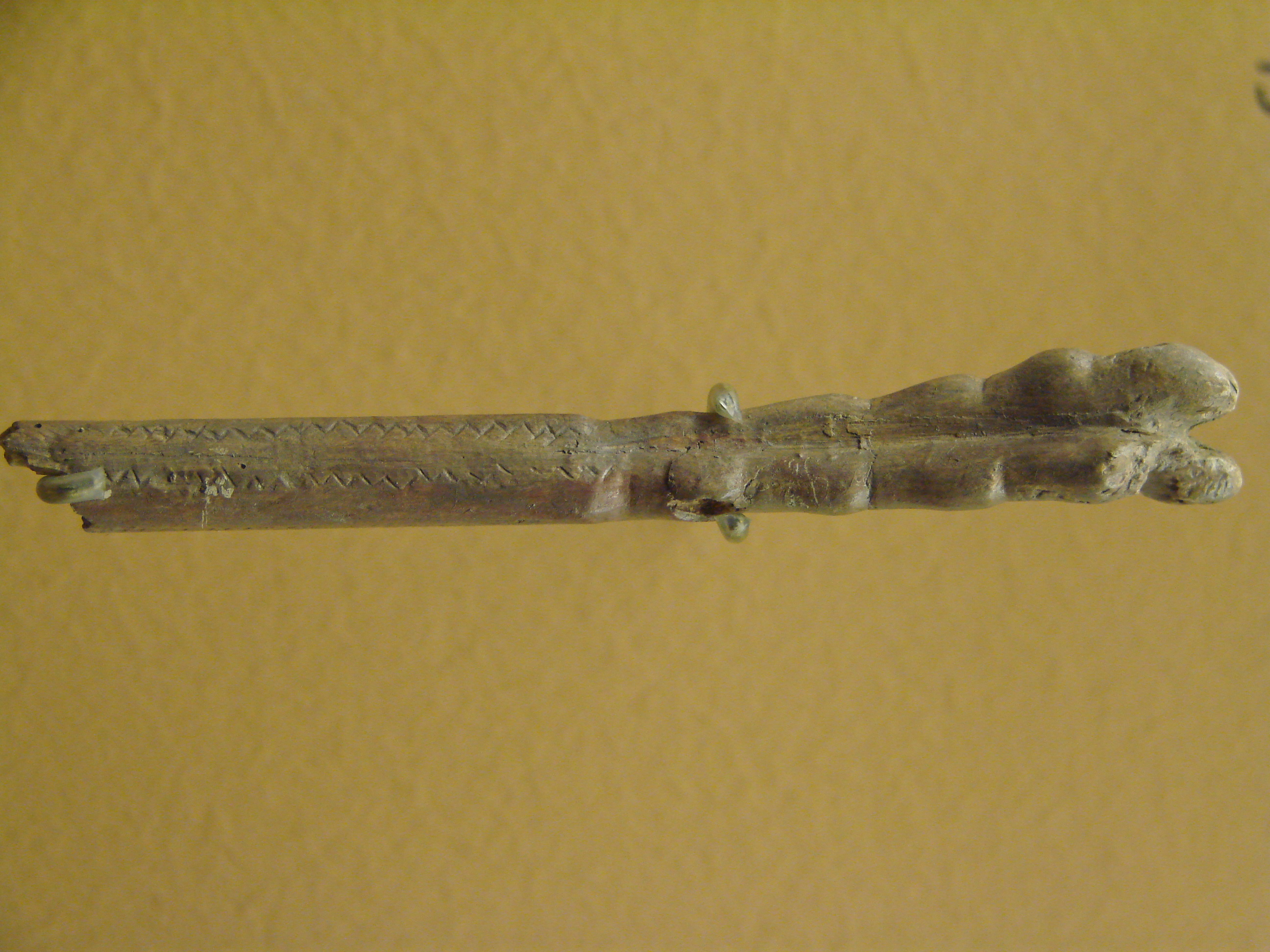
Végétal (?) sculpté en os.

### Néolithique
Une hache polie est répertoriée dans l'inventaire par C. de Nansouty (1882). En 1980 elle se trouve au MAN lorsque Omnès et al. la publient une première fois ; Omnès fait une deuxième publication en 1981.

### Âge du bronze
La grande salle a livré un  petit bracelet en bronze de type "palafitte suisse", trouvé par Eugène Dufourcet (1876) et publié par Omnès et al. (1980) et par Omnès (1981).
Omnès trouve une perle cylindrique en tôle de bronze enroulée.
Une pointe de flèche en os, à pédoncule et ailerons a été trouvée par Nelli et est au M.A.N.. Piette l'a étudiée (mais pas publiée). Elle a été publiée par Omnès et al. (1980) et par Omnès (1981).

## Protection
Par mesure de protection, la cavité n'est plus ouverte au public.